# Drensteinfurt
Drensteinfurt település Németországban, azon belül Észak-Rajna-Vesztfália tartományban. Lakosainak száma 15 865 fő (2023. december 31.). Drensteinfurt Sendenhorst, Ahlen, Ascheberg, Hamm és Münster községekkel határos.

## Népesség
A település népességének változása:
| Lakosok száma | 10 512 | 15 542 | 15 532 | 15 542 | 15 607 | 15 874 | 15 865 |
|               | 1975   | 2015   | 2017   | 2019   | 2021   | 2022   | 2023   |